# ملتهام، یورک‌شر غربی
latitudeملتهام، یورک‌شر غربیlongitudeملتهام، یورک‌شر غربی
ملتهام، یورک‌شر غربی (به انگلیسی: Meltham, West Yorkshire) یک روستا در بریتانیا است که در انگلستان واقع شده‌است.

## نگارخانه

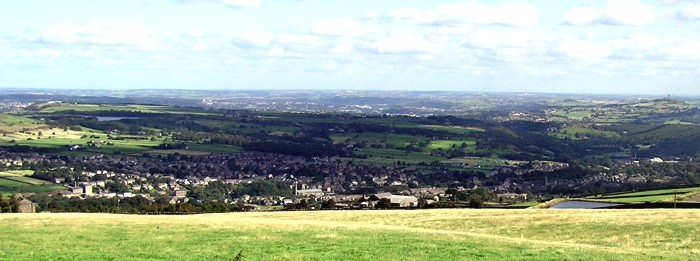
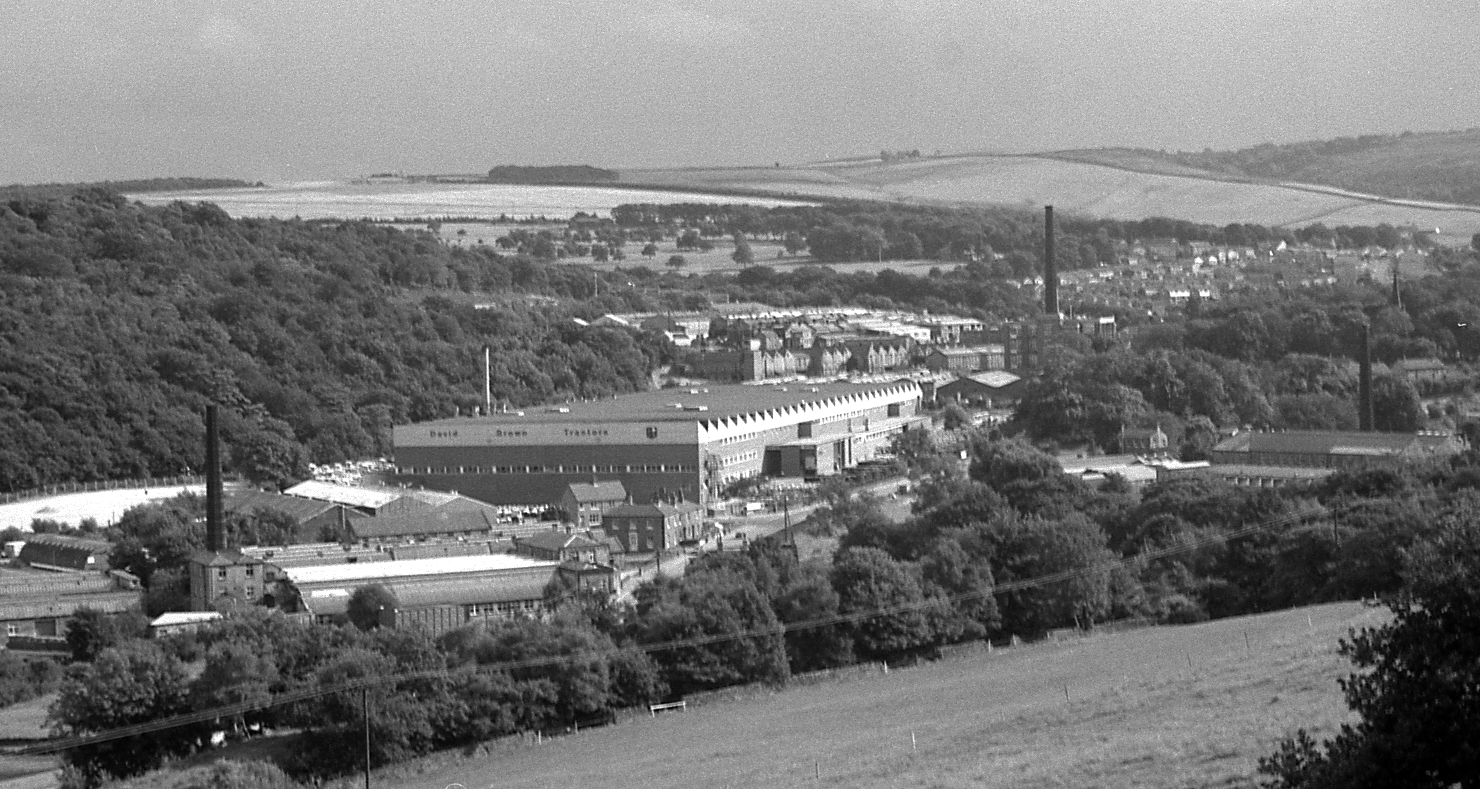
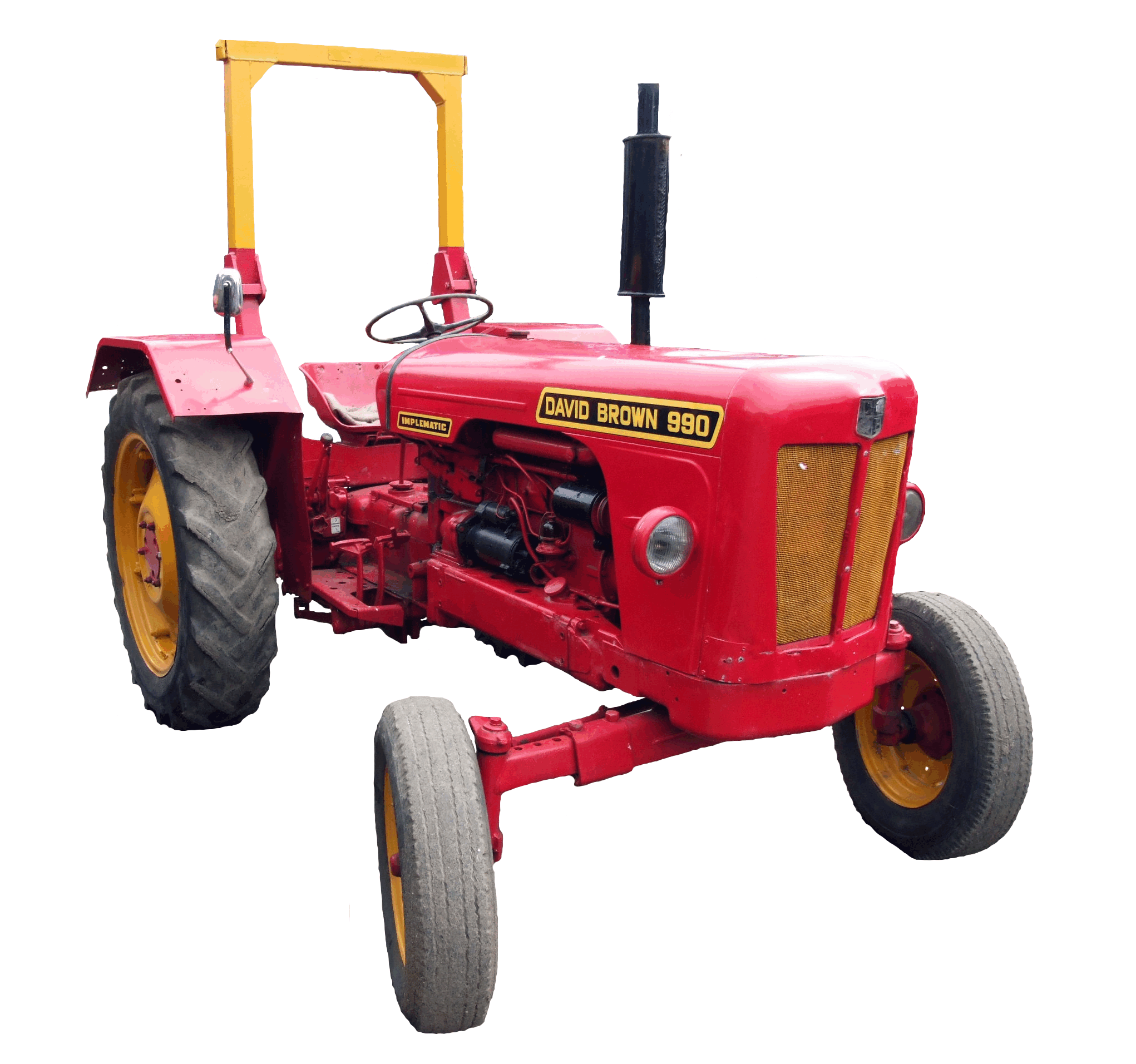
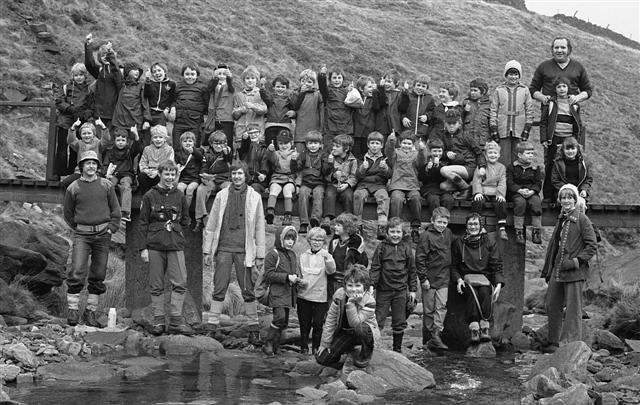
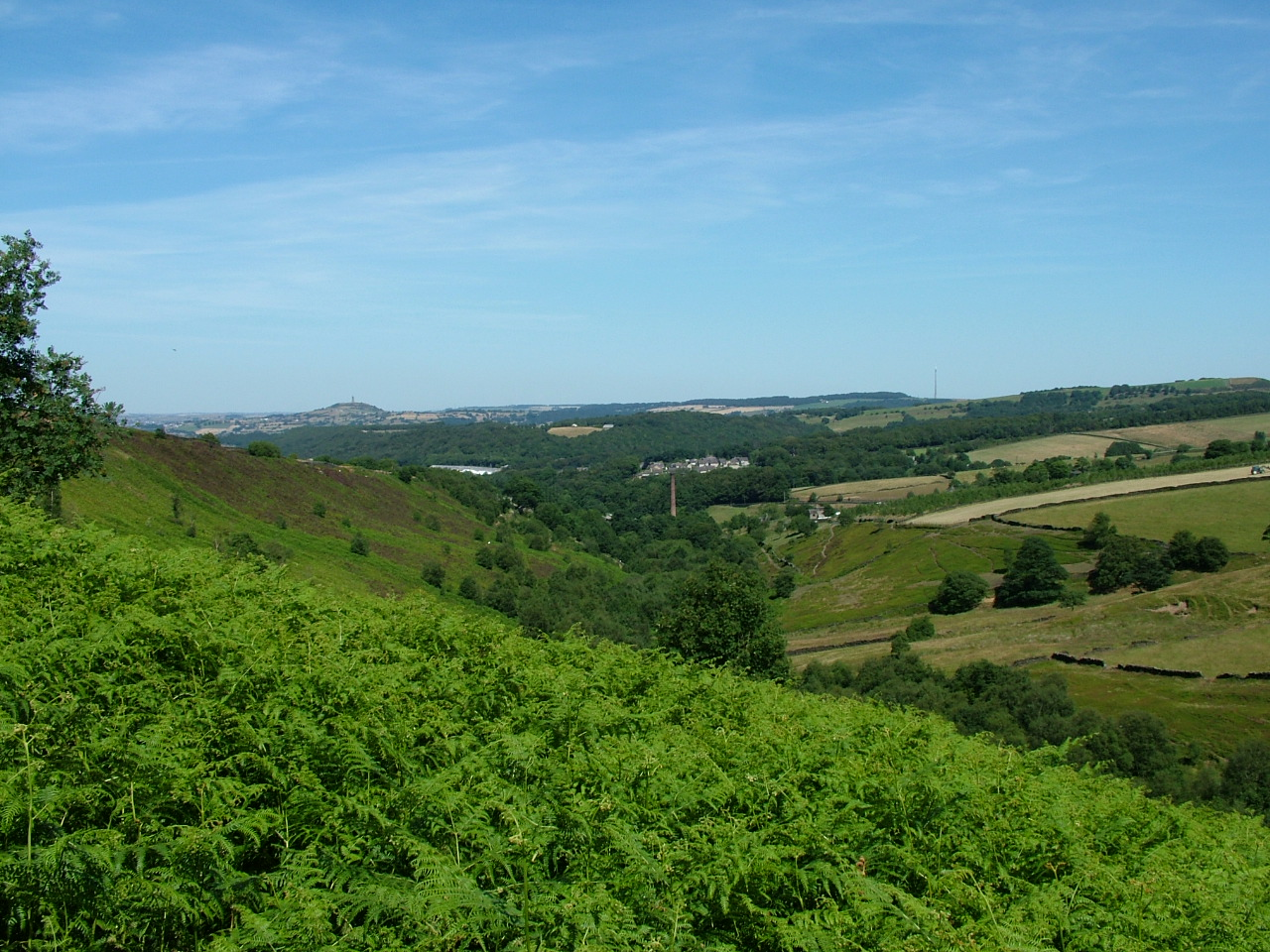

## خصوصیات
ملتهام ۸٬۰۸۹ نفر جمعیت دارد.